# Cá đuối điện Bắc Bộ
Cá đuối điện Bắc Bộ (danh pháp hai phần: Narcine tonkinensis) là một loài cá thuộc Họ Cá đuối điện. Loài cá này có thân dẹp hướng lưng thành đĩa úp gần tròn, phần lưng có cơ quan phát điện nằm dưới da hình quả thận, mỗi bên có 5 lỗ khe mang đều nằm ở mặt bụng của đầu. Có hai vây lưng đều nằm ở phần đuôi, vây đuôi rộng, hai thùy đều phát triển. Mặt lưng của thân có một số chấm tròn tương đối lớn màu nâu đen, kích thước lớn hơn bề rộng của lỗ phun nước 1, 5 - 2, 3 lần.
Chúng có thể phát ra điện làm tê liệt con mồi và kẻ thù của chúng
Cá đuối điện Bắc Bộ sinh sống ở đáy, lẫn với các loài cá đuối điện khác và cá đáy. Tại Việt Nam, loài này chỉ mới được tìm thấy ở Vịnh Bắc Bộ. Rất ít gặp. Mức đe dọa: Bậc R.